# La Cage aux folles 3, elles se marient
La jaula de las locas 3, ellas se casan es la tercera y última película de la saga comenzada con La jaula de las locas en las que se relata las peripecias de una pareja de homosexuales maduros. A diferencia de las dos anteriores que fueron dirigidas por Edouard Molinaro esta tercera entrega fue dirigida por Georges Lautner. Se estrenó en Francia el 20 de noviembre de 1985 y como las dos anteriores es una coproducción franco-italiana. La versión italiana se tituló Matrimonio con vizietto.

## Argumento
Albin se desplaza a Escocia a escuchar la lectura del testamento de una tía rica suya. Allí descubre que la tía Emma le nombra heredero de 10 millones de libras y una gran hacienda con castillo incluido, pero con la condición de que se case y tenga un hijo que perpetúe el apellido antes de 18 meses, y que si no lo cumple, todo pasará a su sobrino Mortimer. Por ello decide dar la herencia por perdida e intenta ocultárselo a su pareja Renato a su regreso a Saint-Tropez. Pero Renato, acuciado por las deudas, curiosea los documentos y se entera de todo. Entonces aprovecha un accidente durante un ensayo de la nueva función para fingir que el golpe en la cabeza le ha trastornado y que ahora le gustan las mujeres, con el objeto de asustar a Albin con su posible pérdida y conseguir que acceda a casarse y obtener la herencia con el pretexto de someterle a un caro tratamiento médico que le devuelva su orientación sexual.
Convencido de la mentira Albin acude a una agencia matrimonial para buscar una mujer, los preparativos de la cita le hacen sentir tanto estrés que decide irse a suicidar a la vía del tren, como acostumbra, y no se mueve de allí hasta que Renato le confiesa el engaño. De regreso a casa tienen un pequeño accidente de coche con una motorista, Cindy, que les confiesa que está sola y embarazada. Lo que les da la idea de que se case por conveniencia con Albin y solucionar el problema de todos.
Pero Cindy conoce a Mortimer y ambos jóvenes se enamoran. Tras varios enredos Renato hace un trato con Mortimer: Albin no se casa con Cindy, ni ninguna otra, y renuncia a la herencia con la condición de que Mortimer cuando la reciba la reparta a partes iguales con ellos y así se pueda casar con Cindy y asegurarle un futuro.

## Reparto
| Actor                 | Personaje                                   |
| --------------------- | ------------------------------------------- |
| Ugo Tognazzi          | Renato                                      |
| Michel Serrault       | Albin / Zaza                                |
| Benny Luke            | Jacob, el criado                            |
| Saverio Vallone       | Mortimer, sobrino de Albin                  |
| Antonella Interlenghi | Cindy                                       |
| Gianluca Favilla      | Dulac, abogado de Mortimer                  |
| Stéphane Audran       | Directora la agencia matrimonial            |
| Michel Galabru        | Simon Charrier, consuegro de Renato y Albin |